# Richard A. Tapia

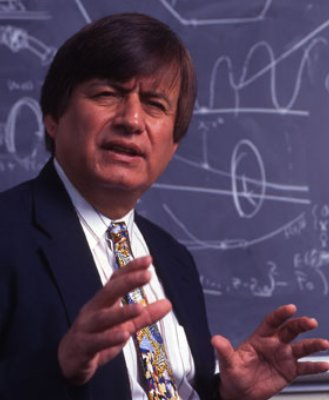
Richard A. Tapia

Richard Alfred Tapia (* 25. März 1939 in Santa Monica, Kalifornien) ist ein US-amerikanischer Mathematiker, der sich mit mathematischer Optimierung und numerischen Algorithmen dazu beschäftigt.

## Leben
Tapia, der in Los Angeles aufwuchs, machte 1961 seinen Bachelor-Abschluss und (unterbrochen von zwei Jahren Arbeit in der Industrie) 1966 seinen Master-Abschluss in Mathematik an der University of California, Los Angeles (UCLA), wo er 1967 bei Magnus Hestenes promoviert wurde (A generalization of Newton’s method with application to the Euler-Lagrange-Equation). 1968 wurde er Assistant Professor an der University of Wisconsin–Madison und 1970 an der Rice University in Houston, wo er 1972 zum Associate Professor aufstieg und 1976 eine volle Professur erhielt. Ab 1991 war er dort Noah Harding Professor of Computational and Applied Mathematics sowie ab 2005 Maxfield and Oshman Professor of Engineering und erhielt außerdem den Titel eines University Professor der Rice University, den höchsten akademischen Rang der Universität. Er ist dort außerdem Associate Director of Graduate Studies und Direktor des Center for Excellence and Equity in Education, in dessen Rahmen er sich intensiv mit der Förderung von Minderheiten (ethnischen Minderheiten, Frauen) befasste. Sein an der Rice University aufgelegtes Programm verschaffte der Universität eine national führende Stellung in der Förderung von Minderheiten in der Angewandten Mathematik und Ingenieurwissenschaften. Tapia ist selbst Sohn von Einwanderern aus Mexiko. 1978 bis 1983 stand er der Mathematik-Fakultät an der Rice University vor. In den 1980er Jahren war er außerdem Adjunct Professor am Baylor College of Medicine und ab 2000 an der University of Houston.
Tapia befasst sich seit seiner Dissertation mit Optimierungsaufgaben und Algorithmen zu deren Lösung. Insbesondere befasste er sich in den 1970er Jahren mit dem Newton-Verfahren und dessen Varianten und ihrer Erweiterung auf Optimierungsprobleme mit Nebenbedingungen wie Eigenwertprobleme. In den 1990er Jahren befasste er sich insbesondere mit Inneren Punkte Verfahren.
1996 wurde er von US-Präsident Bill Clinton in das National Science Board berufen, in dem er bis 2002 war. 2001 bis 2004 stand er dem Board of Higher Education and the Workforce des National Research Council vor. 2010 erhielt er die National Medal of Science und 1992 wurde er Mitglied der National Academy of Engineering (als erster US-Amerikaner mit hispanischem Hintergrund). 2004 erhielt er den Distinguished Service Award des SIAM. Er ist Ehrendoktor der Carnegie Mellon University und der Colorado School of Mines. 2013 wurde Tapia zum Mitglied der American Academy of Arts and Sciences gewählt. 2014 erhielt er den Vannevar Bush Award.
In seiner Freizeit restauriert er Oldtimer und fuhr in den 1960er Jahren Dragster-Rennen. Er hielt auch Vorträge über die Anwendung mathematischer Prinzipien auf Autorennen.

## Schriften
- mit James R. Thompson: Nonparametric function estimation, modeling, and simulation. SIAM 1990
- mit James R. Thompson: Nonparametric probability density estimation. Johns Hopkins University Press 1978